# Lista siturilor arheologice din județul Botoșani - N
Lista siturilor arheologice din județul Botoșani - N conține toate siturile arheologice din județul Botoșani înscrise în Repertoriul Arheologic Național (RAN) și aflate în localități al căror nume începe cu litera N. RAN este administrat de Ministerul Culturii și Patrimoniului Național și cuprinde date științifice, cartografice, topografice, imagini și planuri, precum și orice alte informații privitoare la zonele cu potențial arheologic, studiate sau nu, încă existente sau dispărute.
Puteți căuta un sit din localitățile care încep cu litera N folosind formularul de mai jos sau puteți naviga prin toate siturile din județ la Lista siturilor arheologice din județul Botoșani.
| Cod RAN                               | Denumire | Localitate                                            | Adresă                            | Datare                                 | Descoperit                                      | Coordonate                                    | Imagine           | Erori            |
| ------------------------------------- | --- | ----------------------------------------------------- | --------------------------------- | -------------------------------------- | ----------------------------------------------- | --------------------------------------------- | ----------------- | ---------------- |
| 39257.01.01                           | Movila Sărătura I de la Negreni / ansamblu anonim (Categorie: descoperire funerară) (Tip: Tumul)                   | sat Negreni, comuna Știubieni                         | Movila Sărătura I                 |                                        | O. L. Șovan 2009                                | 47°59′21″N 26°45′48″E / 47.98921°N 26.76321°E | Încărcați imagine | Raportați eroare |
| 39257.02.01                           | Movila Sărătura II de la Negreni / ansamblu anonim (Categorie: descoperire funerară) (Tip: Tumul)                  | sat Negreni, comuna Știubieni                         | Movila Sărătura II                |                                        | O. L. Șovan 2009                                | 47°59′21″N 26°46′07″E / 47.98921°N 26.76855°E | Încărcați imagine | Raportați eroare |
| 39257.03.01                           | Movila Sărătura III de la Negreni / ansamblu anonim (Categorie: descoperire funerară) (Tip: Tumul)                 | sat Negreni, comuna Știubieni                         | Movila Sărătura III               |                                        | A. Păunescu, P. Șadurschi, V. Chirica 1973      | 47°59′30″N 26°45′45″E / 47.99158°N 26.7624°E  | Încărcați imagine | Raportați eroare |
| 36872.01.01 (Cod LMI: BT-I-s-B-01815) | Movilă la Nichiteni-Dealul Ciriteilor / ansamblu anonim (Categorie: descoperire funerară) (Tip: Tumul)             | sat Nichiteni, comuna Coțușca                         | Dealul Ciriteilor                 |                                        | A. Păunescu, P. Șadurschi, V. Chirica 1973-1974 | 48°06′07″N 26°51′13″E / 48.10201°N 26.85352°E | Încărcați imagine | Raportați eroare |
| 36872.02.01                           | Movilă la Nichiteni-Dealul Nichiteni I / ansamblu anonim (Categorie: descoperire funerară) (Tip: Tumul)            | sat Nichiteni, comuna Coțușca                         | Dealul Nichiteni I                |                                        | A. Păunescu, P. Șadurschi, V. Chirica 1973-1974 | 48°05′19″N 26°51′44″E / 48.08869°N 26.86218°E | Încărcați imagine | Raportați eroare |
| 36872.03.01                           | Movilă la Nichiteni-Dealul Nichiteni II / ansamblu anonim (Categorie: descoperire funerară) (Tip: Tumul)           | sat Nichiteni, comuna Coțușca                         | Dealul Nichiteni II               |                                        | A. Păunescu, P. Șadurschi, V. Chirica 1973-1974 | 48°05′08″N 26°51′56″E / 48.08565°N 26.86543°E | Încărcați imagine | Raportați eroare |
| 36872.04.01                           | Movilă la Nichiteni-Dealul Nichiteni III / ansamblu anonim (Categorie: descoperire funerară) (Tip: Tumul)          | sat Nichiteni, comuna Coțușca                         | Dealul Nichiteni III              |                                        | A. Păunescu, P. Șadurschi, V. Chirica 1973-1974 | 48°04′59″N 26°52′03″E / 48.08314°N 26.86751°E | Încărcați imagine | Raportați eroare |
| 36872.05.01                           | Movilă la Nichiteni-Dealul Nichiteni IV / ansamblu anonim (Categorie: descoperire funerară) (Tip: Tumul)           | sat Nichiteni, comuna Coțușca                         | Dealul Nichiteni IV               |                                        | A. Păunescu, P. Șadurschi, V. Chirica 1973-1974 | 48°04′53″N 26°52′11″E / 48.08136°N 26.86962°E | Încărcați imagine | Raportați eroare |
| 36872.06.01                           | Movilă la Nichiteni-Dealul Nichiteni V / ansamblu anonim (Categorie: descoperire funerară) (Tip: Tumul)            | sat Nichiteni, comuna Coțușca                         | Dealul Nichiteni V                |                                        | A. Păunescu, P. Șadurschi, V. Chirica 1973-1974 | 48°04′43″N 26°52′17″E / 48.07858°N 26.87144°E | Încărcați imagine | Raportați eroare |
| 36872.10.01 (Cod LMI: BT-I-s-B-01815) | Movilă la Nichiteni-Dealul Chirițoaia VI / ansamblu anonim (Categorie: descoperire funerară) (Tip: Tumul)          | sat Nichiteni, comuna Coțușca                         | Dealul Chirițoaia VI              |                                        | A. Păunescu, P. Șadurschi, V. Chirica 1973-1974 | 48°04′59″N 26°50′59″E / 48.08317°N 26.84961°E | Încărcați imagine | Raportați eroare |
| 36881.01.01                           | Movila Căldării de la Nicolae Bălcescu / ansamblu anonim (Categorie: descoperire funerară) (Tip: Tumul)            | sat Nicolae Bălcescu, comuna Coțușca                  | Movila Căldării                   |                                        | A. Păunescu, P. Șadurschi, V. Chirica 1973-1974 | 48°07′03″N 26°47′55″E / 48.11749°N 26.79869°E | Încărcați imagine | Raportați eroare |
| 36881.02.01                           | Movilă la Nicolae Bălcescu - Izlazul Cantea / ansamblu anonim (Categorie: descoperire funerară) (Tip: Tumul)       | sat Nicolae Bălcescu, comuna Coțușca                  | Izlazul Cantea                    |                                        | O. L. Șovan 2009                                | 48°06′28″N 26°47′03″E / 48.10791°N 26.78429°E | Încărcați imagine | Raportați eroare |
| 37592.01.01                           | Movila Privighetorii de la Niculcea / ansamblu anonim (Categorie: descoperire funerară) (Tip: Movilă)              | sat Niculcea, comuna Havârna                          | Movila Privighetorii              |                                        | A. Păunescu, P. Șadurschi, V. Chirica 1973      | 48°01′41″N 26°44′00″E / 48.02793°N 26.73328°E | Încărcați imagine | Raportați eroare |
| 37592.02.01                           | Movila la Iaz I de la Niculcea / ansamblu anonim (Categorie: descoperire funerară) (Tip: Movilă)                   | sat Niculcea, comuna Havârna                          | Movila la Iaz I                   |                                        | A. Păunescu, P. Șadurschi, V. Chirica 1973      | 48°01′32″N 26°44′08″E / 48.02543°N 26.73556°E | Încărcați imagine | Raportați eroare |
| 37592.03.01                           | Movila la Iaz II de la Niculcea / ansamblu anonim (Categorie: descoperire funerară) (Tip: Movilă)                  | sat Niculcea, comuna Havârna                          | Movila la Iaz II                  |                                        | A. Păunescu, P. Șadurschi, V. Chirica 1973      | 48°01′23″N 26°43′14″E / 48.02319°N 26.72057°E | Încărcați imagine | Raportați eroare |
| 37592.04.01                           | Movila la Iaz III de la Niculcea / ansamblu anonim (Categorie: descoperire funerară) (Tip: Movilă)                 | sat Niculcea, comuna Havârna                          | Movila la Iaz III                 |                                        | A. Păunescu, P. Șadurschi, V. Chirica 1973      | 48°01′14″N 26°43′25″E / 48.02069°N 26.72349°E | Încărcați imagine | Raportați eroare |
| 38410.01.01                           | Movila din Dealul Stahna de la Flămânzi / ansamblu anonim (Categorie: descoperire funerară) (Tip: Movilă)          | localitate componentă Nicolae Bălcescu, oraș Flămânzi | Dealul Stahna                     |                                        | O. L. Șovan 2009                                | 47°35′01″N 26°51′22″E / 47.58358°N 26.85601°E | Încărcați imagine | Raportați eroare |
| 38287.01.01                           | Movila din Dealul Lipovanului I de la Negrești / ansamblu anonim (Categorie: descoperire funerară) (Tip: Movilă)   | sat Negrești, comuna Mihălășeni                       | Movila din Dealul Lipovanului I   |                                        | A. Păunescu, P. Șadurschi, V. Chirica 1974      | 47°52′22″N 27°05′50″E / 47.87288°N 27.09723°E | Încărcați imagine | Raportați eroare |
| 38287.02.01                           | Movila din Dealul Lipovanului II de la Negrești / ansamblu anonim (Categorie: descoperire funerară) (Tip: Movilă)  | sat Negrești, comuna Mihălășeni                       | Movila din Dealul Lipovanului II  |                                        | A. Păunescu, P. Șadurschi, V. Chirica 1974      | 47°52′30″N 27°06′07″E / 47.87491°N 27.10197°E | Încărcați imagine | Raportați eroare |
| 38287.03.01 (Cod LMI: BT-I-s-B-01808) | Movila din Dealul Lipovanului III de la Negrești / ansamblu anonim (Categorie: descoperire funerară) (Tip: Movilă) | sat Negrești, comuna Mihălășeni                       | Movila din Dealul Lipovanului III |                                        | A. Păunescu, P. Șadurschi, V. Chirica 1974      | 47°52′18″N 27°06′08″E / 47.87166°N 27.1022°E  | Încărcați imagine | Raportați eroare |
| 36872.09.01 (Cod LMI: BT-I-s-B-01815) | Movilă la Nichiteni - Dealul Chirițoaia V / ansamblu anonim (Categorie: descoperire funerară) (Tip: Tumul)         | sat Nichiteni, comuna Coțușca                         | Dealul Chirițoaia V               |                                        | A. Păunescu, P. Șadurschi, V. Chirica 1973-1974 | 48°05′05″N 26°50′52″E / 48.08463°N 26.84769°E | Încărcați imagine | Raportați eroare |
| 36872.07.01                           | Movilă la Nichiteni-Dealul Nichiteni VI / ansamblu anonim (Categorie: descoperire funerară) (Tip: Tumul)           | sat Nichiteni, comuna Coțușca                         | Dealul Nichiteni VI               |                                        | A. Păunescu, P. Șadurschi, V. Chirica 1973-1974 | 48°04′38″N 26°52′32″E / 48.0773°N 26.87556°E  | Încărcați imagine | Raportați eroare |
| 36872.08                              | Movilă la Nichiteni-Dealul Nichiteni VII / ansamblu anonim (Categorie: descoperire funerară) (Tip: Tumul)          | sat Nichiteni, comuna Coțușca                         | Dealul Nichiteni VII              |                                        | A. Păunescu, P. Șadurschi, V. Chirica 1973-1974 | 48°04′28″N 26°52′32″E / 48.07442°N 26.87551°E | Încărcați imagine | Raportați eroare |
| 37592.06.01                           | Movila de la Niculcea - de la Nord-Est de Sat / ansamblu anonim (Categorie: descoperire funerară) (Tip: Movilă)    | sat Niculcea, comuna Havârna                          | Movila de la Nord-Est de Sat      |                                        | O.L. Șovan 2009                                 | 48°02′22″N 26°43′02″E / 48.03941°N 26.71709°E | Încărcați imagine | Raportați eroare |
| 38278.01.01                           | Movila din Dealul Bursucăriei I de la Năstase / ansamblu anonim (Categorie: descoperire funerară) (Tip: Movilă)    | sat Năstase, comuna Mihălășeni                        | Movila din Dealul Bursucăriei I   |                                        | O. L. Șovan 2009                                | 47°52′03″N 27°08′48″E / 47.86751°N 27.14662°E | Încărcați imagine | Raportați eroare |
| 38278.02.01                           | Movila din Dealul Bursucăriei II de la Năstase / ansamblu anonim (Categorie: descoperire funerară) (Tip: Movilă)   | sat Năstase, comuna Mihălășeni                        | Movila din Dealul Bursucăriei II  |                                        | O. L. Șovan 2009                                | 47°51′46″N 27°09′01″E / 47.86269°N 27.15035°E | Încărcați imagine | Raportați eroare |
| 38278.03.01                           | Movila din Dealul Bursucăriei III de la Năstase / ansamblu anonim (Categorie: descoperire funerară) (Tip: Movilă)  | sat Năstase, comuna Mihălășeni                        | Movila din Dealul Bursucăriei III |                                        | O. L. Șovan 2009                                | 47°51′38″N 27°09′04″E / 47.86058°N 27.1511°E  | Încărcați imagine | Raportați eroare |
| 38278.04.01                           | Movila din Dealul Bursucăriei IV de la Năstase / ansamblu anonim (Categorie: descoperire funerară) (Tip: Movilă)   | sat Năstase, comuna Mihălășeni                        | Movila din Dealul Bursucăriei IV  |                                        | O. L. Șovan 2009                                | 47°51′32″N 27°09′09″E / 47.85899°N 27.15252°E | Încărcați imagine | Raportați eroare |
| 38278.05.01                           | Movila Bursuc I de la Năstase / ansamblu anonim (Categorie: descoperire funerară) (Tip: Movilă)                    | sat Năstase, comuna Mihălășeni                        | Movila Bursuc I                   |                                        | O. L. Șovan 2009                                | 47°50′28″N 27°07′39″E / 47.84121°N 27.12737°E | Încărcați imagine | Raportați eroare |
| 38278.06.01                           | Movila Bursuc II de la Năstase / ansamblu anonim (Categorie: descoperire funerară) (Tip: Movilă)                   | sat Năstase, comuna Mihălășeni                        | Movila Bursuc II                  |                                        | O.L. Șovan 2009                                 | 47°50′32″N 27°08′01″E / 47.84222°N 27.13349°E | Încărcați imagine | Raportați eroare |
| 38287.04.01                           | Movila La Manole de la Negrești / ansamblu anonim (Categorie: descoperire funerară) (Tip: Movilă)                  | sat Negrești, comuna Mihălășeni                       | Movila La Manole                  |                                        | O. L. Șovan 2009                                | 47°52′43″N 27°08′25″E / 47.87863°N 27.14039°E | Încărcați imagine | Raportați eroare |
| 38287.05.01                           | Movila din Dealul Postelnicuța I de la Negrești / ansamblu anonim (Categorie: descoperire funerară) (Tip: Movilă)  | sat Negrești, comuna Mihălășeni                       | Movila din Dealul Postelnicuța I  |                                        | A. Păunescu, P. Șadurschi, V. Chirica 1974      | 47°53′01″N 27°07′04″E / 47.88348°N 27.11789°E | Încărcați imagine | Raportați eroare |
| 38287.06.01                           | Movila din Dealul Postelnicuța II de la Negrești / ansamblu anonim (Categorie: descoperire funerară) (Tip: Movilă) | sat Negrești, comuna Mihălășeni                       | Movila din Dealul Postelnicuța II |                                        | A. Păunescu, P. Șadurschi, V. Chirica 1974      | 47°53′01″N 27°07′04″E / 47.88348°N 27.11789°E | Încărcați imagine | Raportați eroare |
| 39257.04.01                           | Movila Negreni Nord Vest de la Negreni / ansamblu anonim (Categorie: descoperire funerară) (Tip: Movilă)           | sat Negreni, comuna Știubieni                         | Movila Negreni Nord Vest          |                                        | A. Păunescu, P. Șadurschi, V. Chirica 1973      | 48°00′16″N 26°45′12″E / 48.00431°N 26.75342°E | Încărcați imagine | Raportați eroare |
| 39257.05.01                           | Movila Negreni Sud-Vest de la Negreni / ansamblu anonim (Categorie: descoperire funerară) (Tip: Movilă)            | sat Negreni, comuna Știubieni                         | Movila Negreni Sud-Vest           |                                        | O. L. Șovan 2009                                | 47°59′35″N 26°44′18″E / 47.99296°N 26.73831°E | Încărcați imagine | Raportați eroare |
| 39257.06.01                           | Movila Budăi de la Negreni / ansamblu anonim (Categorie: descoperire funerară) (Tip: Movilă)                       | sat Negreni, comuna Știubieni                         | Movila Budăi                      |                                        | O. L. Șovan 2009                                | 48°01′15″N 26°47′10″E / 48.02085°N 26.78605°E | Încărcați imagine | Raportați eroare |
| 39257.07.01                           | Movila La Trei Movile I de la Negreni / ansamblu anonim (Categorie: descoperire funerară) (Tip: Movilă)            | sat Negreni, comuna Știubieni                         | Movila La Trei Movile I           |                                        | A. Păunescu, P. Șadurschi, V. Chirica 1973      | 48°00′34″N 26°46′29″E / 48.00941°N 26.77476°E | Încărcați imagine | Raportați eroare |
| 39257.08.01                           | Movila La Trei Movile II de la Negreni / ansamblu anonim (Categorie: descoperire funerară) (Tip: Movilă)           | sat Negreni, comuna Știubieni                         | Movila La Trei Movile II          |                                        | A. Păunescu, P. Șadurschi, V. Chirica 1973      | 48°00′12″N 26°46′50″E / 48.00321°N 26.78064°E | Încărcați imagine | Raportați eroare |
| 39257.09.01                           | Movila La Trei Movile III de la Negreni / ansamblu anonim (Categorie: descoperire funerară) (Tip: Movilă)          | sat Negreni, comuna Știubieni                         | Movila La Trei Movile III         |                                        | A. Păunescu, P. Șadurschi, V. Chirica 1973      | 47°59′48″N 26°47′16″E / 47.99669°N 26.78766°E | Încărcați imagine | Raportați eroare |
| 39257.10.01                           | Movila din Botul Piscului I de la Negreni / ansamblu anonim (Categorie: descoperire funerară) (Tip: Movilă)        | sat Negreni, comuna Știubieni                         | Movila din Botul Piscului I       |                                        | A. Păunescu, P. Șadurschi, V. Chirica 1973      | 47°58′51″N 26°45′15″E / 47.98085°N 26.7542°E  | Încărcați imagine | Raportați eroare |
| 39257.11.01                           | Movila din Botul Piscului II de la Negreni / ansamblu anonim (Categorie: descoperire funerară) (Tip: Movilă)       | sat Negreni, comuna Știubieni                         | Movila din Botul Piscului II      |                                        | O. L. Șovan 2009                                | 47°58′47″N 26°45′35″E / 47.97972°N 26.75965°E | Încărcați imagine | Raportați eroare |
| 39257.12.01                           | Situl arheologic de la Negreni - Lanul lui Rotariu / ansamblu anonim (Categorie: locuire) (Tip: așezare deschisă)  | sat Negreni, comuna Știubieni                         | Lanul lui Rotariu                 | Noua aprox. 1500/1400-1150 ani         | A. Crâșmaru 1974                                | 48°01′36″N 26°45′54″E / 48.0268°N 26.76506°E  | Încărcați imagine | Raportați eroare |
| 39257.12.02                           | Situl arheologic de la Negreni - Lanul lui Rotariu / ansamblu anonim (Categorie: locuire) (Tip: așezare deschisă)  | sat Negreni, comuna Știubieni                         | Lanul lui Rotariu                 | Sântana de Mureș - Cerneahov sec. IV-V | A. Crâșmaru 1974                                | 48°01′36″N 26°45′54″E / 48.0268°N 26.76506°E  | Încărcați imagine | Raportați eroare |